# Deborah Spungen
Deborah Spungen (Filadélfia, 10 de abril de 1937 – Bala Cynwyd, 12 de setembro de 2024) é a mãe de Nancy Spungen (célebre por ser a namorada de Sid Vicious), e que acabou se tornando conhecida por ter escrito a autobiografia "And I Don't Want to Live This Life", em que ela conta sua vida ao lado de sua filha Nancy.
A sua autobiografia não conta apenas o modo como ela criou Nancy, que saiu de casa aos vinte anos, mas conta também os distúrbios que Nancy teve quando criança. A autobiografia conta também a sua vida após o assassinato de Nancy. Logo após a morte de sua filha Nancy Spungen, Deborah tornou-se envolvida com diversos projetos sem fins lucrativos, um deles é o Families of Murder Victims, fundado na Filadélfia. Mais tarde, através do Bryn Mawr College, ela formou-se em mestrado em Trabalho Social.
Deborah Spungen, nascida na cidade estadunidense de Filadélfia, foi proprietária de uma loja de alimentos naturais, trabalhou como consultora, foi membro da "Philadelphia Crime and Elderly Coalition", e fundou o Parents of Murdered Children.
Em 1998, ela escreveu outro livro, chamado "Homicide: The Hidden Victims".
Tendo recentemente passado por uma grande cirurgia, Deborah Spungen está com o seu estado de saúde bastante precário, e muitos afirmam que ela nem mesmo consegue conversar ao telefone.
Frank, o marido de Deborah (e pai de Nancy), morreu no dia 2 de julho de 2010, aos 76 anos de idade. Em adição à famosa Nancy, o casal Deborah e Frank tiveram mais dois filhos, chamados Susan e David.
Deborah Spungen faleceu em 12 de setembro de 2024 aos 87 anos.